# Peter Kuper

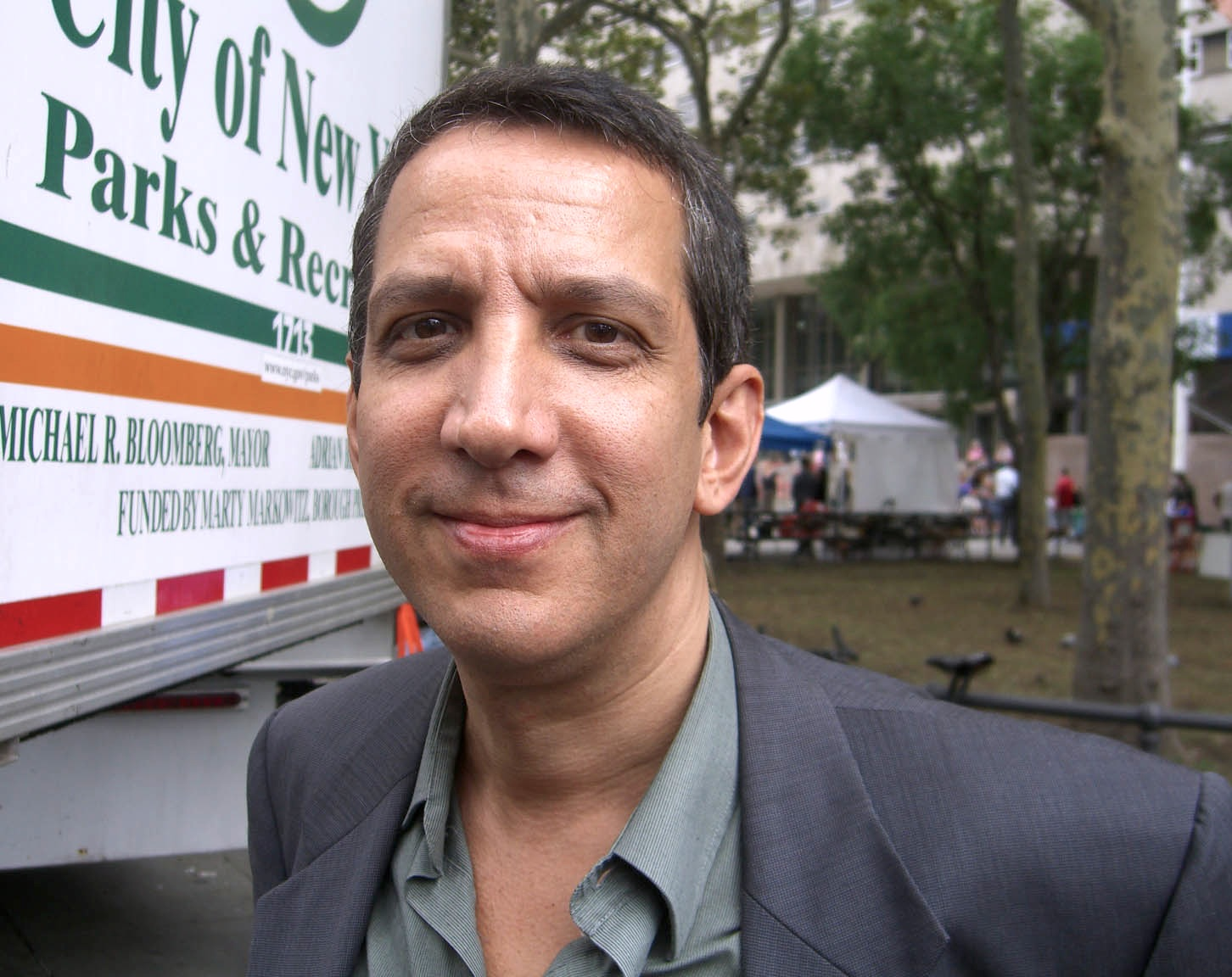
Peter Kuper (2009)

Peter Kuper (* 22. September 1958 in Summit (New Jersey)) ist ein US-amerikanischer Comiczeichner. Er illustriert für Newsweek, The New York Times und die Spion-und-Spion-Comics für Mad. 1979 erfand er den politischen Comicstrip World War 3 Illustrated. Seit 1986 lehrt er Zeichenkurse an der School of Visual Arts sowie bei Parsons. Derzeit ist er auch Art Director bei der politischen Illustrationsgruppe INXart.